# Prosper Baccuet
Pierre Henry Prosper Baccuet, né le 30 octobre 1797 à Paris et mort le 28 juin 1854 dans la capitale, est un officier et artiste peintre paysagiste français.

## Carrière militaire
Fils d'un négociant parisien, il s'enrôle comme fourrier dans le train d'artillerie de la Garde Napolitaine en avril 1813, alors qu'il n'a pas encore seize ans, puis passe maréchal des logis dans les Chevau-légers de la même garde en juillet 1814, et enfin sous-lieutenant dans l'infanterie de ligne napolitaine en mai 1815.
Après la chute de Joachim Murat du trône de Naples, il est incorporé dans l'armée française, qui homologue ses campagnes en Italie de 1813 à 1815. Rejoignant le régiment de cavalerie des Chasseurs de la Corrèze comme maréchal des logis en janvier 1816, il reconquiert son épaulette dès juillet suivant. Passé dans les Grenadiers à cheval de la Garde royale en 1820, Baccuet est promu lieutenant en 1827.
Licencié lors de la dissolution de la Garde royale en août 1830 à la suite des Trois Glorieuses, il est rappelé à l'activité au 10e régiment de cuirassiers en mai 1831. Promu capitaine en novembre 1831, il participe à la campagne de Belgique en 1832, reçoit la Légion d'honneur en 1833 et est admis à la retraite en janvier 1846.

## Biographie artistique
Parallèlement à sa carrière militaire, le lieutenant puis capitaine Baccuet cultive son talent pour la peinture. Paysagiste formé dans l'atelier de Louis Étienne Watelet, il expose régulièrement au Salon à partir de 1827.
En décembre 1828, ses talents artistiques lui valent d'être adjoint en qualité de dessinateur-paysagiste à la Commission scientifique organisée dans le cadre de l'Expédition de Morée. Il assiste ainsi tout au long de l'année 1829 le naturaliste et directeur de la commission Jean-Baptiste Bory de Saint-Vincent dans ses explorations scientifiques de la Grèce, d'où il rapporte de nombreux paysages et des vues de sites.
De 1841 à 1845, il sert en Afrique du nord comme peintre-dessinateur au sein de la Commission d'exploration scientifique d'Algérie, et participe à l'expédition de Kabylie. Durant cette période, il brosse les paysages qu'il parcourt, les ruines antiques qui y subsistent, et certains épisodes militaire de la conquête de l'Algérie. Il lie connaissance en 1845 avec Théophile Gautier, dont il devient l'ami et le correspondant et dont la collection personnelle incluait un tableau peint par l'officier. Après son retour en métropole, Prosper Baccuet expose de 1845 à 1852 des paysages méditerranéens d'Espagne, d'Italie et d'Afrique du nord. Certaines de ses toiles de cette période sont entrées dans des collections publiques :
- Une Vue de Constantine, prise de Salah-Bey (1841) fait partie de la collection des Orientalistes du musée Salies de Bagnères-de-Bigorre.
- Le Camp français et le marabout de Lalla Maghnia (1846), déposé à la mairie de Le Loroux-Bottereau depuis 1935, a été réintégré au Louvre en 2005 et fait l'objet d'une demande de dépôt au profit du Musée des civilisations de l'Europe et de la Méditerranée à Marseille.
- Une Vue de Miliana en Afrique du Nord (1848) appartient au musée des beaux-arts de Bordeaux.
- L'Arc de triomphe romain de Djemila en Algérie est la propriété du Ministère des Affaires étrangères.
- Trois autres de ses tableaux représentant des vues d'Algérie furent attribués par l'État au Musée d'Épinal et quatre à celui du Havre.
- Un autre dépeignant La prise de Constantine a été déposé au musée de Philippeville en 1904.

Prosper Baccuet a aussi été chargé de la partie « paysages » des illustrations de l’ouvrage collectif publié sur l'Exploration scientifique de l’Algérie 1844–1867.
Dans un registre beaucoup plus convenu, l'église paroissiale de Pisseloup (Haute-Marne) détient un tableau représentant La vision de saint Hubert (1836) signé par Baccuet.

## Distinctions
- Chevalier de la Légion d'honneur

## Galerie

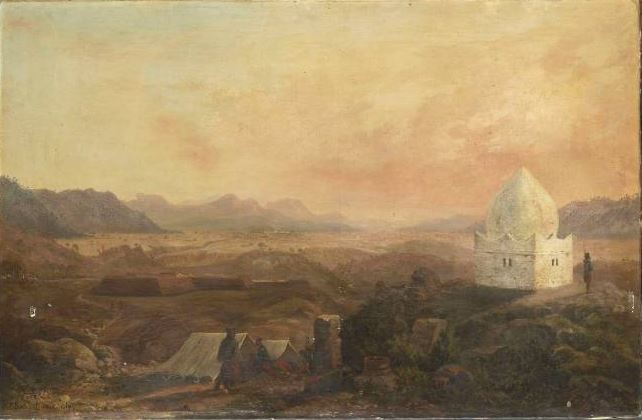
Le Camp français et le marabout de Lalla Marghiria (1846).
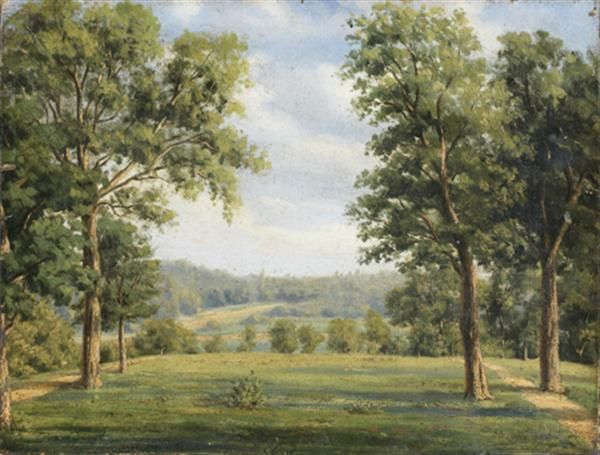
Parc Saint-Cloud.
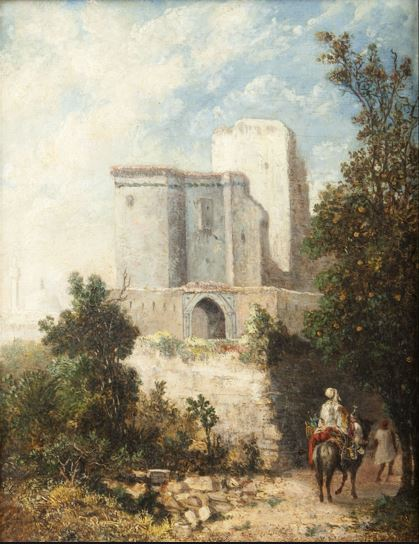
Paysage oriental (années 1830).
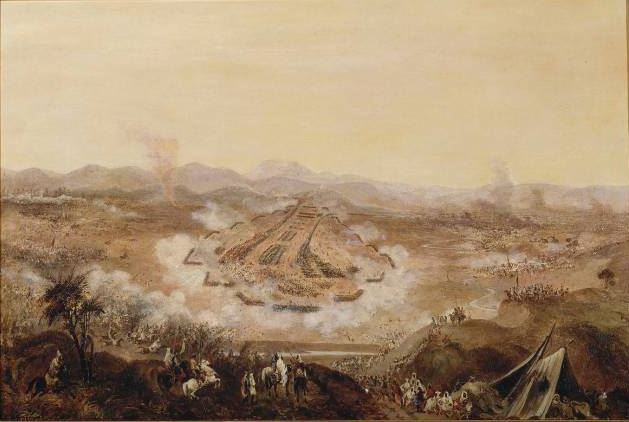
Bataille d'Isly (1844).